# Амітабга

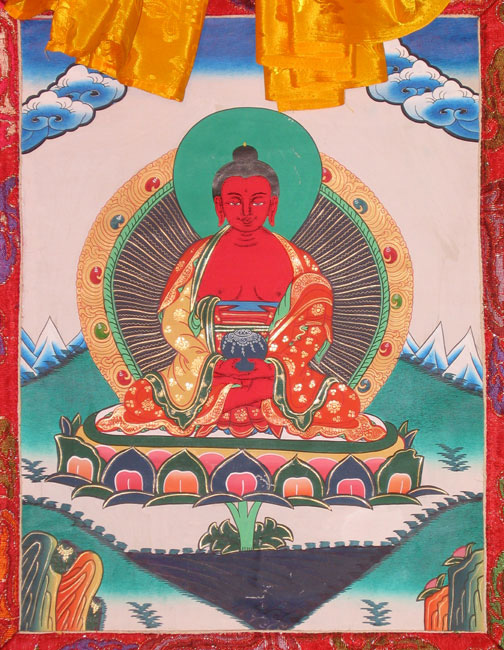
Тибетський будда Амітабга, що сидить на лотосі.

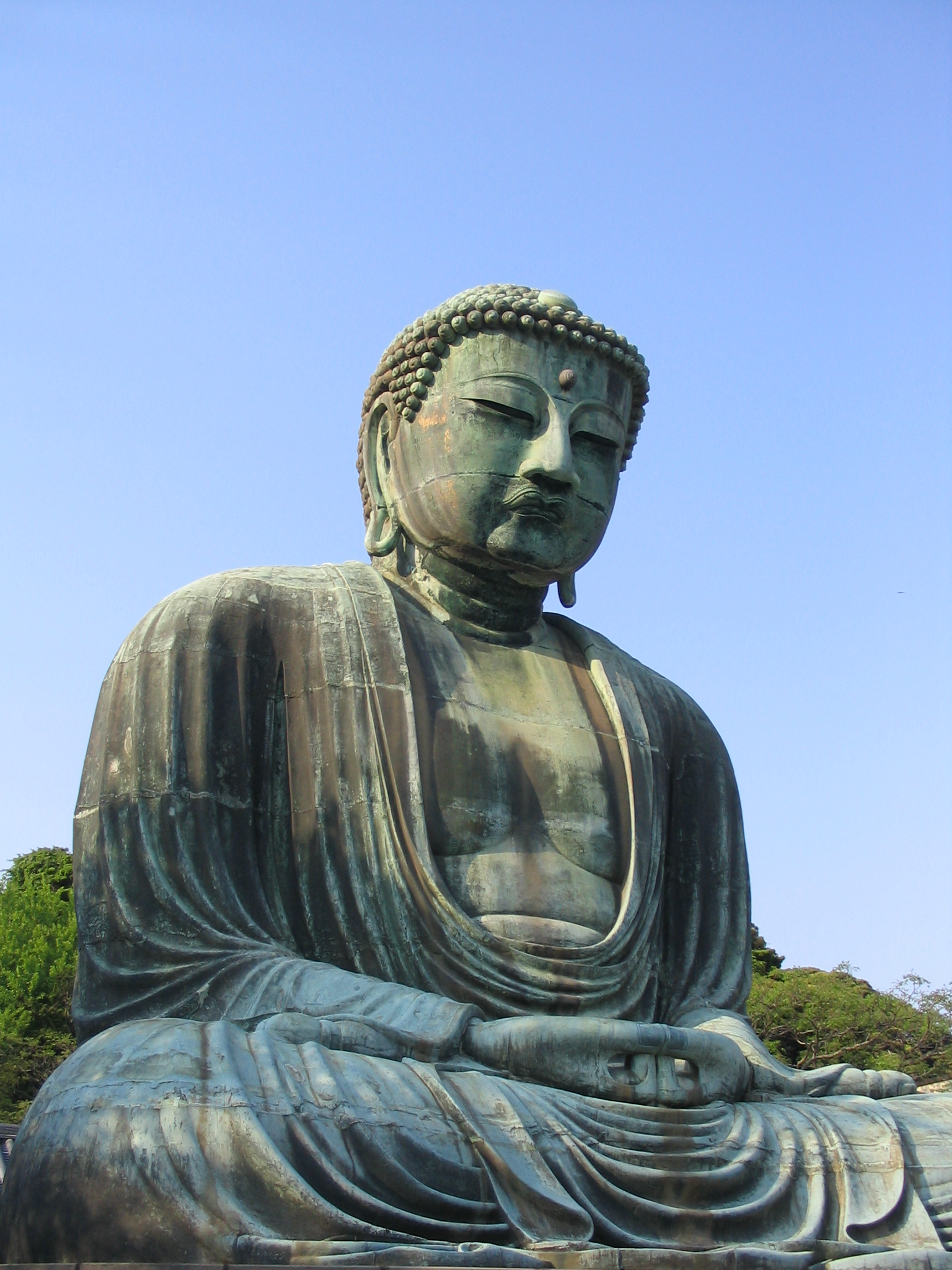
Статуя Великого будди Аміда у Камакурі, префектура Канаґава, Японія.

Аміта́бга (Амітаюс), Амітанто або Аміда — одне з безлічі імен Будди, або іншими словами найшанованіший будда у махаяністському вченні Чистої землі, один з П'яти будд мудрості у вченні Ваджраяни. Вважається милостивим буддою, оскільки пояснює універсальний закон буття у Західному раю і приймає під своє заступництво всіх осіб, які щиро моляться і просять про його допомогу незалежно від їхнього походження, статусу або чеснот.
Лотосове сімейство (Падма).

## Короткі відомості
За переказами Амітабга був свого часу індійським царем, який, познайомившись з буддизмом, відрікся від престолу, став ченцем і прийняв ім'я Дхармакара — «Той, хто здійснює дхарму». Він вирішив стати буддою і здобути у владарювання рай, Землю неймовірної радості, в якій усі, хто кликав його ім'я, могли б переродитися в майбутньому житті. Через це Амітабга склав 48 обітниць, в яких він обіцяв не досягати найвищого просвітлення, допоки не допоможе всім живим істотам в своєму раю, «Землі неймовірної радості». Ці обітниці та основні принципи вчення амідаїзму викладені в «Сутрі Амітабги» та «Сутрі безмежного життя».
Результати археологічних досліджень вказують на те, що культ Амітабги, ймовірно, розвинувся впродовж 1 і 2 століть по Р. Х. Деякі учені виводять зв'язок культу цього будди з перським культом Мітри.
Перші свідоцтва про Амітабгу відносяться до 2 століття по Р. Х. Це напис на основі статуї, що була знайдена в Говіндо-Нагарі і зберігається в музеї Матхура. Скульптура, яку купецька сім'я присвятила будді Амітабга, датується «28 роком правління Хувішки», тобто другою половиною 2 століття, періодом Кушанської імперії.
Перша сутра, де згадується Амітабга, — китайський переклад «Сутри Пратьютпанна», що був виконаний кушанським ченцем Локаксемою близько 180 року. Вважається, що цей чернець стояв біля витоків вчення амідаїзму у Китаї. Традицію шанування Західного раю в Китаї можна прослідкувати до періоду Шести династій (317—589).
В Японії культ Амітабги з'явився у 10 столітті і був розвинений та поширений в народному середовищі зусиллями ченців Хонена і Сінрана, засновників сект Дзьодо-сю і Дзьодо-сінсю. Вони висували ідею спасіння людини незалежно від соціального статусу і підкреслювали перевагу простої віри над складними доктринами і догматами монастирського буддизму.
Іконографія Амітабги схожа з іконографією будди Шак'ямуні, проте перший традиційно зображається з мудрою медитації (дх'яна-мудрою) або переконування (вітарка-мудрю), а другий — з мудрою торкання землі (бхуміспарша-мудра). Також часто Амітабга зображається в оточенні помічників — бодхісаттв співчуття і милості Авалокітешварою справа і бодхісаттвою мудрості Махастхамапраптою зліва.
У тибетському образотворчому мистецтві Амітабга постає в червоній гамі кольорів, яка символізує любов, милість, емоційну енергію і захід сонця. Невід'ємним атрибутом будди є лотос — символ чистоти і ніжності.
Його консортом є Панаравасіні (Pāṇḍaravāsinī).

## Мантра Амітабги

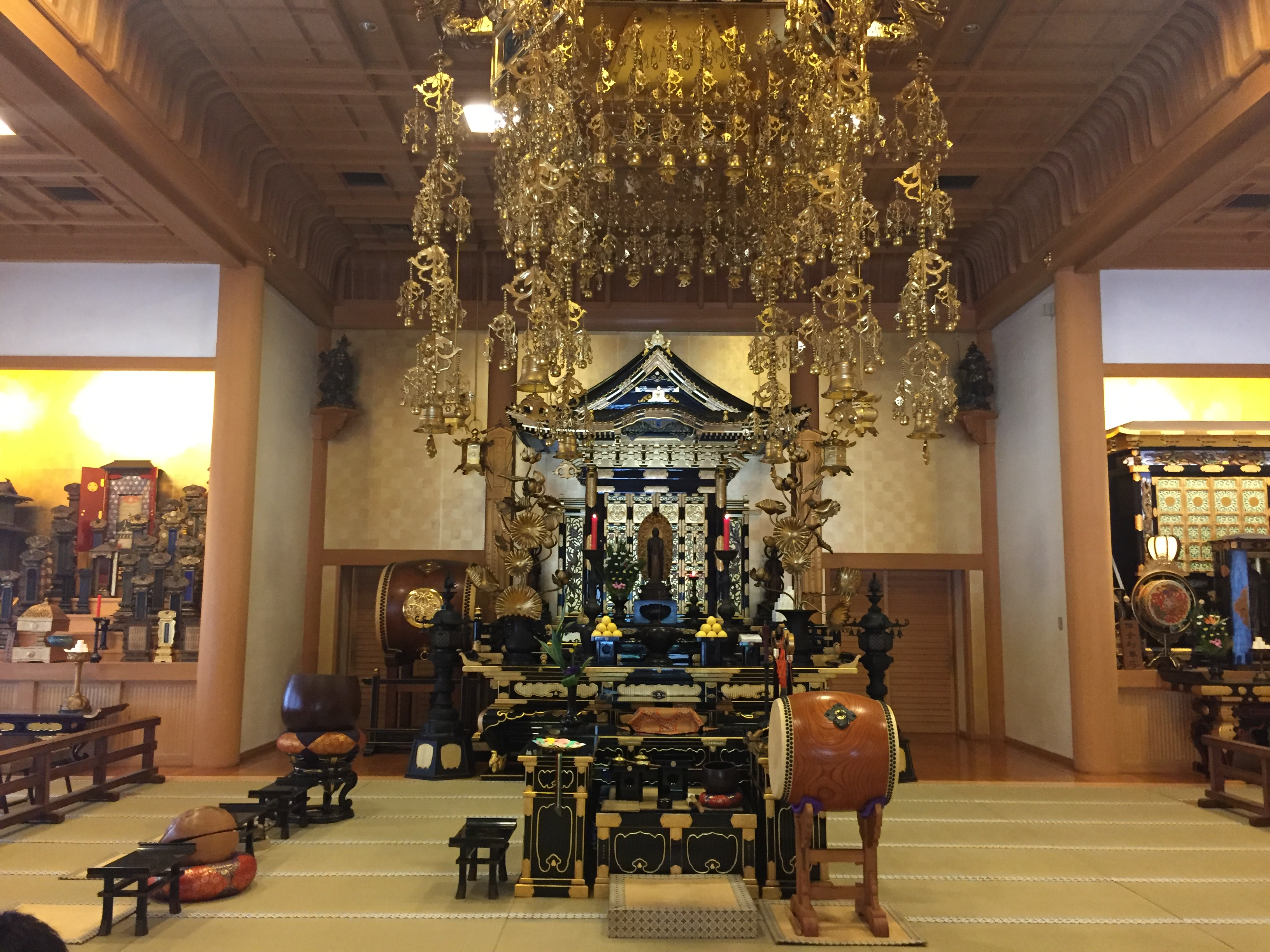
Будда Аміта́бга, закріплений у храмі Зодзодзі в Токіо, Японія

Молитвене звернення, так звана мантра до Амітабги:
| Ліві лапки | oṃ amitābha hrīḥ (санскрит.) | Праві лапки |

або
| Ліві лапки | oṃ amideva hrīḥ: «Ом Амідхева хрі!» (тибет.) | Праві лапки |

в японському буддизмі вони декламують:
| Ліві лапки | 南無阿弥陀仏 «Наму Аміда буцу!» | Праві лапки |

Китайські амідаїсти часто вітають один одного іменем цього будди.